# 大島村 (宮城県)
大島村（おおしまむら）は、かつて宮城県本吉郡の大島にあった村。現在は気仙沼市の一部。

## 歴史

### 沿革
- 1889年（明治22年）4月1日 - 町村制施行にともない、大島村単独で村政施行。
- 1953年（昭和28年）12月23日 - 大島が離島振興法による離島振興対策実施地域に指定される（総理府告示第261号）。
- 1955年（昭和30年）4月1日 - 新月村・階上村と共に、気仙沼市に編入される。

### 津波被害
- 1896年（明治29年）6月15日 - 明治三陸地震。死者61人（村の人口1,914人）、流失・全壊19戸。最高潮位は田中浜で観測された2丈7尺。
- 1933年（昭和8年）3月3日 - 昭和三陸地震。死者2人。

## 行政

### 歴代村長
| 代 | 氏名         | 就任                      | 退任                      | 備考 |
| -- | ------------ | ------------------------- | ------------------------- | ---- |
| 1  | 田丸貞孝     | 1889年（明治22年）4月25日 | 1897年（明治26年）4月     |      |
| 2  | 村上作右ェ門 | 1897年（明治26年）5月     | 1900年（明治34年）3月     |      |
| 3  | 小野寺喜蔵   | 1900年（明治34年）4月     | 1920年（明治38年）8月     |      |
| 4  | 小山泰治     | 1920年（明治38年）4月     | 1920年（明治42年）4月     |      |
| 5  | 菅原熊治郎   | 1920年（明治42年）5月     | 1941年（昭和16年）11月    |      |
| 6  | 小山喜三太   | 1941年（昭和16年）11月    | 1946年（昭和21年）11月    |      |
| 7  | 小松秀治郎   | 1947年（昭和22年）4月     | 1951年（昭和26年）4月     |      |
| 8  | 菊田征市     | 1951年（昭和26年）4月     | 1955年（昭和30年）3月31日 |      |

## 教育
- 大島村立大島小学校
- 大島村立大島中学校